# Magnus Gutke
Ulf Gustav Magnus Gutke, född 8 december 1965 i Dannike församling i Älvsborgs län, är en svensk konsertgitarrist utbildad vid konservatoriet École Normale de Musique de Paris. 1997 släpptes hans debutskiva Touché av RCA-Victor. Gutke spelar på en gitarr byggd av Paulino Bernabe.

## Diskografi
Touché I utgavs ursprungligen av BMG/RCA-Victor 1997 och är Gutkes debutinspelning. Musiken är alltigenom i en romantisk tolkning med tyngdpunkten på spanska komponister.
Touché II är en skiva med gitarrmusik i franska och spanska tonsättningar. Den inkluderar sviten Platero y yo av Eduardo Sainz de la Maza, tonsatt efter litterär förebild, Antonio Josés Sonata, Si le jour paraît... av fransmannen Maurice Ohana som experimenterar med atonalitet, och Soliloque av den franske komponisten Henri Sauguet.
Silver och jag är en skiva med recitativ varvat med klassisk gitarr. Texterna är ett urval från Nobelpristagaren Juan Ramón Jiménez mest kända verk Silver och jag (Platero y yo). Musiken är komponerad av den spanske tonsättaren Eduardo Sainz de la Maza med inspiration från det litterära verket.